# Joachim Deicke
Joachim Deicke (* in Berlin-Wilmersdorf) ist ein deutscher Radiomoderator und Musik-Journalist. Er arbeitete zuletzt für Funkhaus Europa in dessen Redaktion von Radio Bremen und für WDR4.
Seine erste Veröffentlichung war ein handgezeichneter Comic im Familienverlag. Er arbeitete als freier Journalist und als Radio-Moderator bei RIAS Berlin (später DeutschlandRadio Berlin). Von 1987 bis zum September 2011 moderierte er seine eigene wöchentliche Sendung Pops tönende Wunderwelt bei Radio Bremen (Bremen Eins). Von 1991 bis 1999 lief die Sendung auch bei MDR-Sputnik und von 1995 bis zu dessen Einstellung beim Radio Multikulti des SFB. 1999 kam er zur Bremer Redaktion von Funkhaus Europa.
1980 bis 1985 war Deicke Redakteur beim Berliner zitty-Verlag in den Bereichen Musik, Medien und Politik. Er publizierte in Zeitungen, Zeitschriften (u. a. Sounds, pardon, Rolling Stone) und Büchern (u. a. „Stationen“ mit Burghard Rausch). Seit 1988 ist er nach eigenen Angaben „leidenschaftlicher Karibik-Fan, Taucher,  Geschichtenerzähler und Rum-Kenner“ und hat ausgedehnte Reisen durch Mittelamerika und über die großen und kleinen Antillen unternommen.